# Ming de Noordkromp

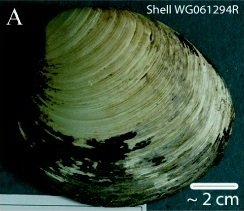
Schelp van Ming

Ming de Noordkromp (ca. 1499 - 2006) was een noordkromp (Arctica islandica, familie Veneridae) die het oudste individueel levende (dus niet-koloniale) dier bleek te zijn dat ooit is ontdekt en waarvan de leeftijd nauwkeurig kon worden vastgesteld. Het weekdier stierf echter door toedoen van de onderzoekers. Het is niet bekend hoeveel ouder het dier nog had kunnen worden als het met rust gelaten was.

## Vangst en naamgeving
Ming werd in het kader van een wetenschappelijk onderzoek in 2006 in IJslandse wateren opgevist. De noordkromp is vanwege zijn hoge leeftijd vernoemd naar de Ming-dynastie, die heerste op het tijdstip van zijn ontstaan. Wetenschappers hopen dat de ontdekking van Ming kan helpen in de ontrafeling van de vraag waarom sommige dieren een dergelijke hoge leeftijd kunnen bereiken.